# Operário Futebol Clube Ltda.
Pour les articles homonymes, voir Operário.
Maillots
L'Operário Futebol Clube est un club brésilien de football basé à Várzea Grande dans l'État du Mato Grosso.

## Histoire du club

### Historique
- 1949 : Fondation du club sous le nom de Clube Esportivo Operário  Várzea-Grandense
- 1994 : Le club est renommé Esporte Clube Operário
- 2005 : Le club est renommé Operário Futebol Clube Ltda.

### Histoire
Après avoir un temps évolué à domicile au Stade Eurico Gaspar Dutra de Cuiabá, le club joue ses matchs au Stade José-Fragelli.

## Palmarès
- Championnat du Mato Grosso :
  - Champion : 1964, 1967, 1968, 1972, 1973, 1983, 1985, 1986, 1987, 1994, 1995, 1997, 2002, 2006

## Logos

1949 - 1994

1995 - 2004

2005 -